# Leucauge albomaculata
Leucauge albomaculata là một loài nhện trong họ Tetragnathidae.
Loài này thuộc chi Leucauge. Leucauge albomaculata được miêu tả năm 1899 bởi Thorell.